# 鹿島丸 (5代)
鹿島丸（かしままる）は、茨城県が所有する漁業実習船。茨城県立海洋高等学校の実習に使用されている。本項目では、2016年に建造され就航中の5代目を取り扱う。

## 概要
495トンの先代の代船として静岡県の三保造船所で建造され、2016年5月に竣工した。
茨城県内の高校で実習船を有するのは県内唯一の水産高校である県立海洋高等学校のみである。本船はマグロはえ縄漁などの沖合漁業や沿岸漁業の漁業実習、航海や機関の実習を行う。マグロ漁の実習はハワイや小笠原で行っている。

## 設計
- 海技士（3級）を養成する為には500総トン以上の船体が必要であったが、海技士（3級）養成の為の専攻科を廃止するので500総トン以上の船体は不要となったので、それより小型の船体とした[4]。海技士（5級）の養成を目標としている[4]。
- 女子学生の乗船に配慮している[4]。

## 特徴
- 船橋付近から船首への通路は左舷側にあり、その下の作業エリアは右舷側より水揚げする形状となっていて[12]いわゆる左右非対称の船型である。

## 略歴
- 1954年（昭和29年）初代建造[9]
- 1993年（平成5年）3月- 4代目竣工[4] 495総トン[2]
- 2016年（平成28年）5月- 5代目竣工 313総トン[2]

## エピソード
- 長期訓練の前に生徒が不在者投票を行った事が有る[13]
- マグロのブロックを海洋祭で販売する事がある[14]

## 画像

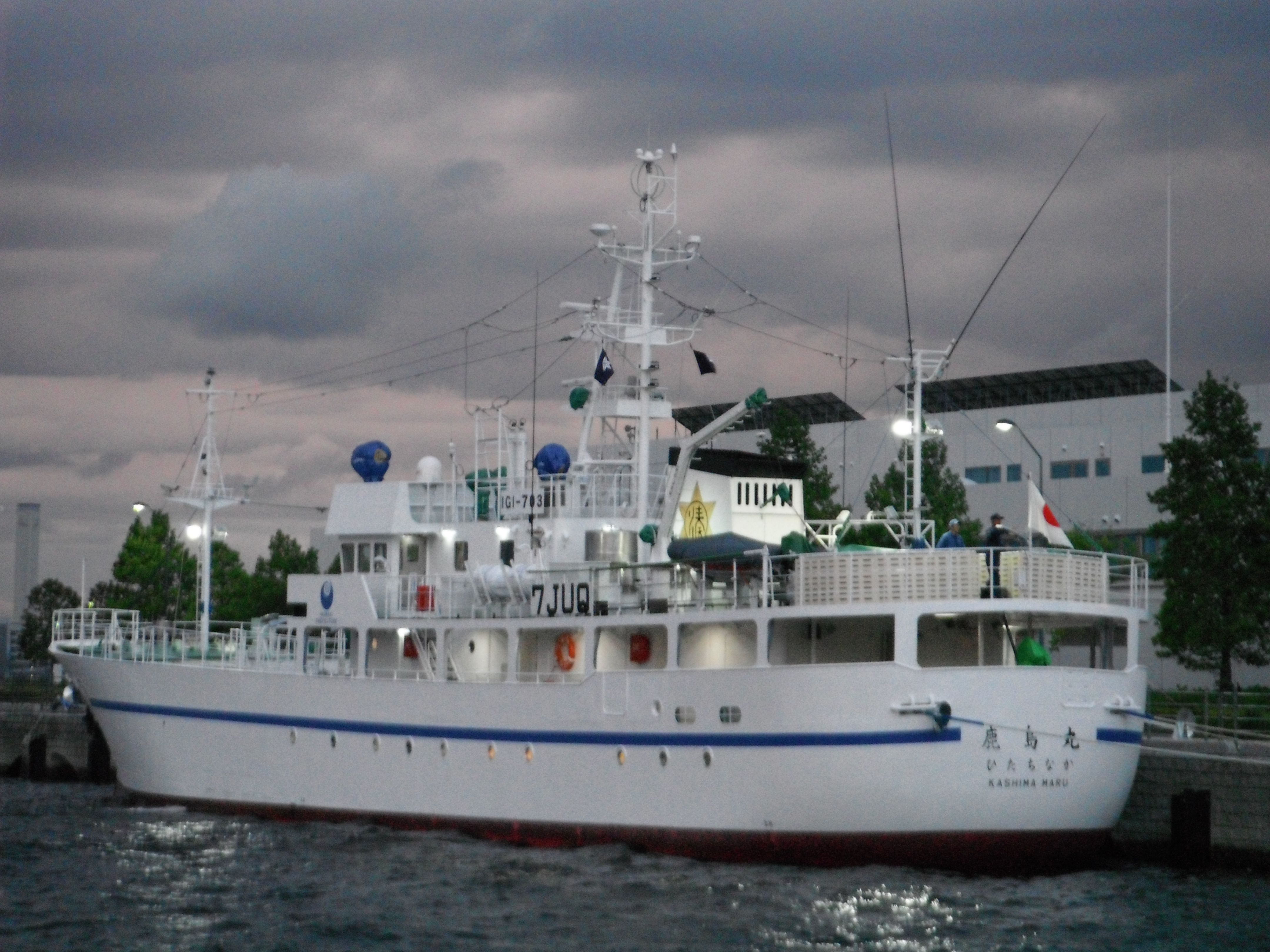
茨城県立海洋高校の練習船5代目鹿島丸 横浜港で斜め後ろから
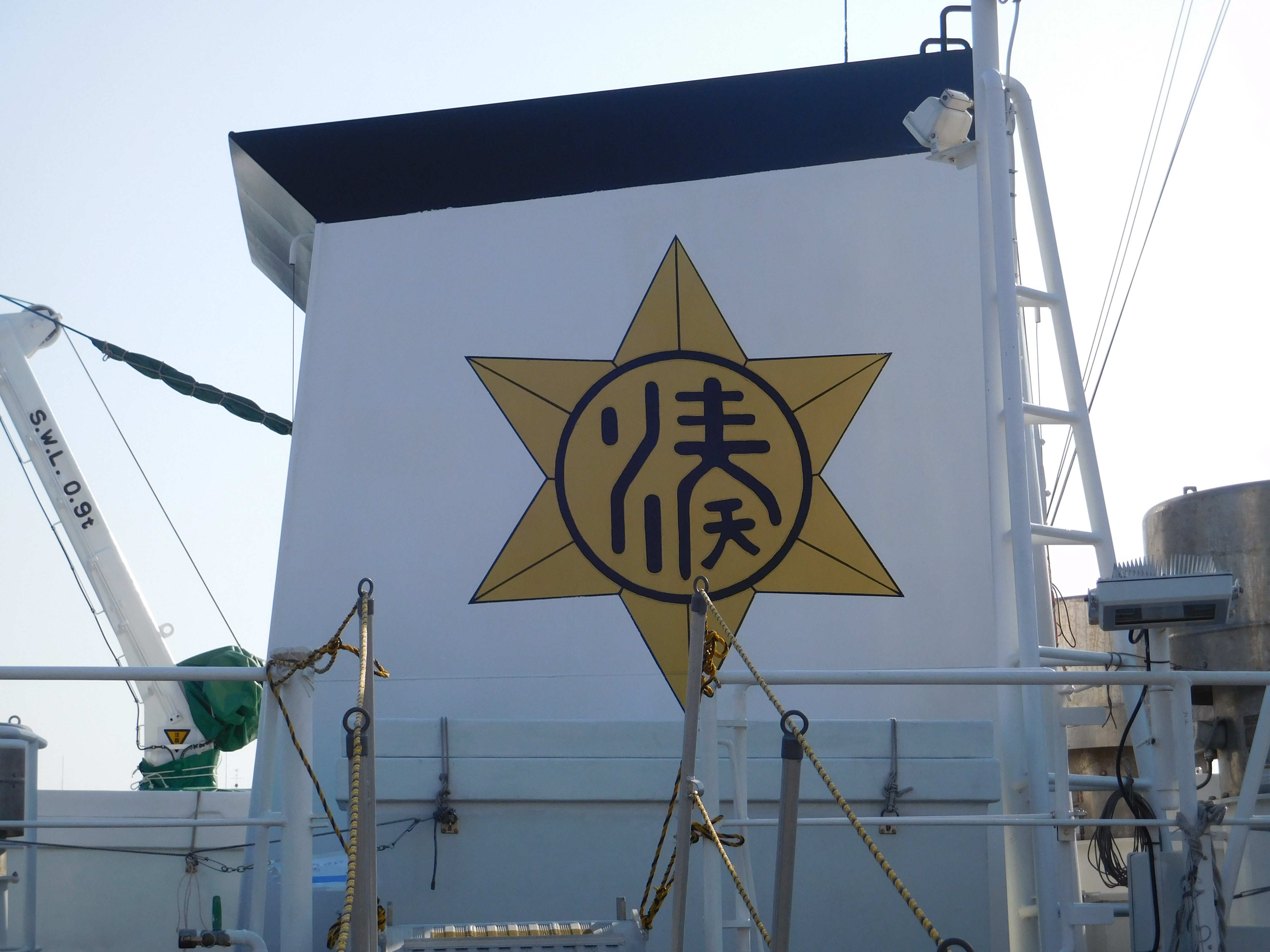
茨城県立海洋高校の練習船5代目鹿島丸 煙突
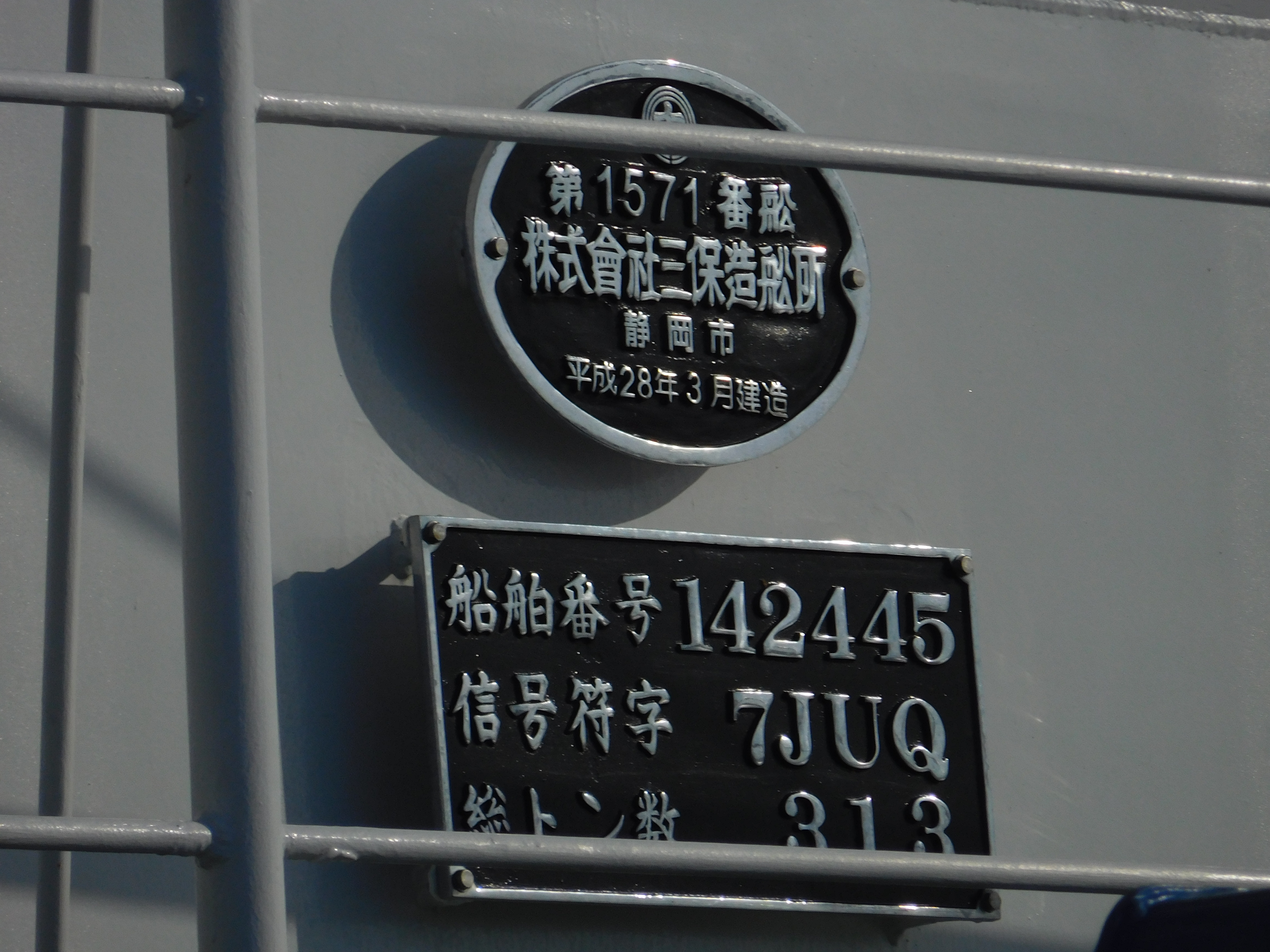
茨城県立海洋高校の練習船5代目鹿島丸の銘板
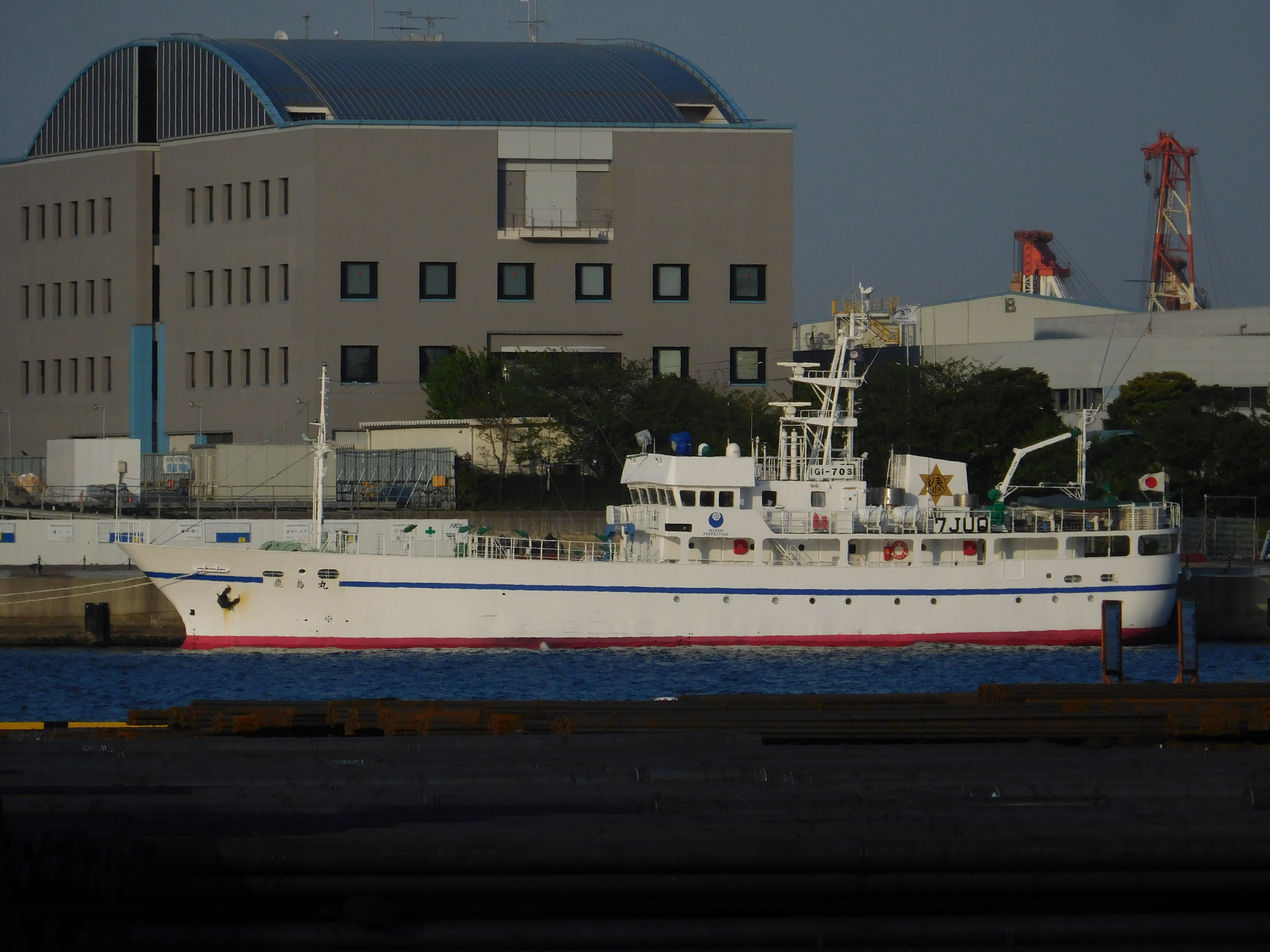
茨城県立海洋高校の練習船5代目鹿島丸を真横から、東京にて
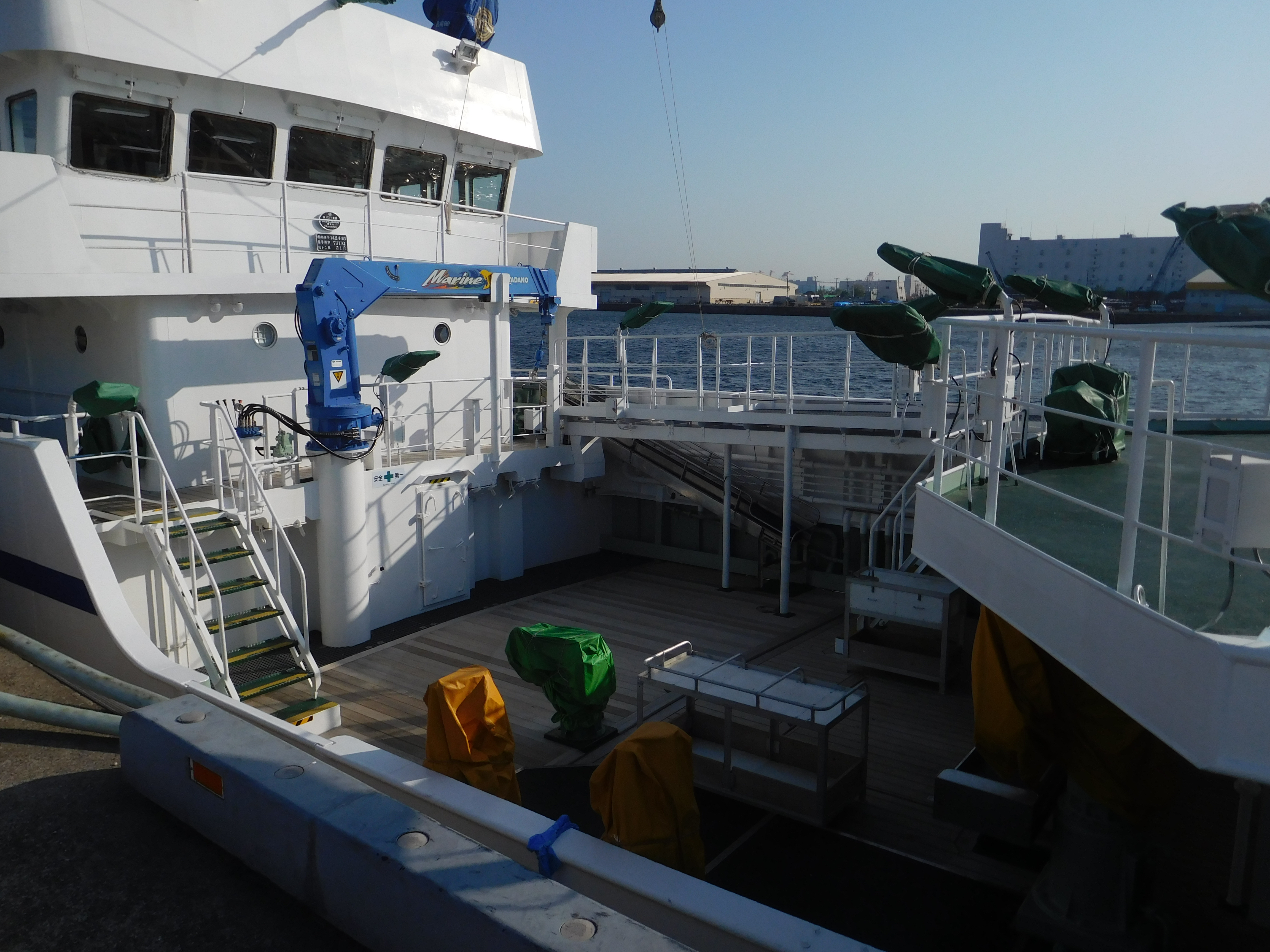
茨城県立海洋高校の練習船5代目鹿島丸の作業エリア